# 共产化
共产化（英語：communization）是一個由当代西方极左派所提出的概念，受左翼共产主义、自治主义马克思主义、情境主义、暴动无政府主义等不同的左翼意識型態所影响。關於共產化的理论强调共产主义的革命必须一开始就废除财产、价值、货币和阶级关系，并消灭市场和国家政权本身，而不是从资本主义通过社会主义过渡到共产主义。因此, 主張開展共产化進程的人士扬弃和抨擊列宁、托洛茨基、斯大林、毛泽东等人所提出的先锋队论和作为政党的共产党，亦拒绝進行议会民主式的改革。

## 簡介
關於共产化的理论的主要杂志是《尾注》（Endnotes）。一个在德国、英国与美国讨论小组发表该刊物。
該理論認為无产阶级必须直接从日常生活的每一环节推翻资本主义和价值关系，直接實踐共产主义生活方式。擁護馬克思共產主義的理论家吉尔·多维曾經表示：「一个革命作为共产主义革命的必要条件是它把所有社会关系改变为共产主义的关系，而为了能够如此，革命的最初就要开始这个进程。」各国共产党和共产党领导下“无产阶级专政”政权等各种组织形式都不被主張推動共产化進程的人士接受，《尾注》强调：「共产化暗含一种态度，就是拒绝将革命视作工人在获得权力之后经历一个过渡时期的事件：相反，我们应该将革命视作以无中介的共产主义措施为特征的运动（比如免费分配商品），这样既是为了革命自身得益，也是摧毁反革命的物质基础的一种方法。」
在中國大陸, 《澎湃新闻》和毛澤東主義網站《乌有之乡》等等都曾转载被翻译為中文的關於共产化的刊物的文章。有的译作也被收錄于马克思主义文库，如吉尔·多维所寫的書籍《从危机到共产化》。

## 理論
該進程主要能被分為兩種形式：共產主義化（Communisation）和共產化（Communization）。關於前者的理論認為推翻資本主義的時機已經成熟，只要在意識型態方面上消滅資本主義，馬上便能實現共產主義；關於後者的理論認為由於作為一種體制的資本主義至今仍然牢牢地控制着社會的方方面面，因此馬克思共產主義有必要從生活中逐步放棄資本主義丶逐漸擴大其勢力範圍以營造推翻資本主義制度的條件，同時採用無領袖抵抗的方式來削弱資本主義制度，故此, 共產化是一個緩慢的進程，而且過程中未必順利。

## 沿革
生活於十九世紀中葉的無政府共產主義的創立人约瑟夫·迪亚契反對成立工人委員會，他認為必須在革命進程和共產主義內容之間建立直接聯繫，並且徹底消滅國家、宗教、財產制、傳統家庭觀念等等，代之以無政府狀態，每一個人才能夠完全自由地生產和消費。
马克思和恩格斯提出了一套關於共产主义社會的理论并构想了“各盡所能、各取所需”的未来社会的藍圖，但他們没有使用“共产化”这个術语。早期的共产主義革命运动中有过激进的主張，例如罗莎·卢森堡所领导的盧森堡主義者提出尽快通过革命实现共产主义而不是慢慢过渡，后来各种左翼共产主义运动都提出類似的主張，这给多年后關於共产化的理論提供了灵感。然而, 左翼共產主義後來被由列寧主義者所領導的共產國際譴責並受到排斥。法西斯主義的興起導致左翼共產主義運動受到嚴重挫敗。
關於共产化的理论的雏形来自興起於1970年代的法国的“超左翼”思潮，诞生于1968年的一场流产的革命──五月风暴。出版於1975年的一本小冊子《没有货币的社会》提出：「暴动和共产化是有紧密联系的。不是先有暴动，然后再由于暴动的结果产生社会变革，而是暴动进程的推进本身来自于共产化的力量。」这种观点和列宁主义及其各种分支关于革命的理论相冲突。
吉尔·多维认为關於共产化的理论的前身包括德国早期左翼运动所提出的理論。情境主义国际及受其影响的五月风暴參與者，以及法国左翼组织社会主义还是野蛮主义的成立者最初是托洛茨基主义者，但他们放棄茨基主義後后转而接受馬克思共产主义（不同於馬克思主義，馬克思共产主义是一種以馬克思所提出的觀點為核心的、源自左翼共產主義的意識型態）。此外, 意大利的博尔迪加虽然是列宁的支持者而且主張通过无产阶级专政国家来實現共产主义，但是他的一些其他看法影響了關於共产化的理论。
吉尔·多维和法国左翼组织“Théorie Comuniste”的多部作品被翻译成英文，使得“共产化”这个词取得了现有的新意义:   在没有社会主义过渡期直接在共产主義革命中建成共产主义社会。1990年代后期，法国、意大利的左翼组织“隐形委员会”（Tiqqun）独自阐述了類似的關於直接实現共产主义的理论。關於共产化的理论传入美国后影响了一些與放任自由社會主義和无政府主义有关的运动，例如2009至2010年間，加州抗议学费升高的学运中就有参与者提出關於共产化的观点。除了《尾注》之外，瑞典的《Riff Raff》也是專注於關於共产化的理论的期刊。
几个不同的主張開展共产化進程的群体合作创建了《SIC: International Journal for Communisation》，第一期在2011年被发表。然而在此期间，一名刊物撰稿人投奔希腊政党激进左翼联盟并在党内任职，违背了關於共产化的理论中關於反议会民主、反组党的原则，成為了組織内部的重大丑闻。結果SIC於2014年停刊。

## 批駁

### 來自唯物主義者所作的批駁
一些唯物主義者批駁了 Théorie Communiste 所創立關於共產主義化的理論，認為這個理論忽視了物質基礎等重要事物，本質上是唯心主義，最後只會走向神秘主義。

### 來自馬克思主義者所作的批駁
主流的馬克思主義者普遍忽視關於共產化的理論或者直接視之為粗淺的左翼共產主義的幼稚產物。
擁護放任自由馬克思主義的政論家唐納德·帕金森（Donald Parkinson）曾經撰文抨擊了部份理論家所提出 關於共產化的主張，當中最主要針對的是擁護馬克思共產主義的理論家吉爾·道韋（Gilles Dauvé）老師的作品《從危機到共產化》所提出關於共產化的主要觀點。